# Santa Eufemia (Mantegna)
Santa Eufemia es una pintura al temple sobre lienzo de 171 cm x 78 cm, de Andrea Mantegna, firmada y datada en 1454 y conservada en el Museo Nacional de Capodimonte de Nápoles.

## Descripción y estilo
La noticia más antigua existente sobre la pintura es su presencia en la colección del cardenal Stefano Borgia a principios del siglo XIX.
La santa a tamaño natural aparece bajo un arco monumental marmóreo sobre el cual se encuentra escrito su nombre en letras doradas y cuelgan guirnaldas de frutas y hojas de derivación squarcionesca. Es representada con una expresión de gran modestia, con el rostro iluminado por una luz que resalta su belleza terrena. Eufemia sujeta en la mano izquierda un lirio símbolo de su virginidad así como los símbolos de su martirio: la palma en la derecha, el puñal en el pecho, el león que muerde el brazo derecho.
La composición es parecida a la de la Asunción de la Virgen de la capilla Ovetari, con la visión escorzada desde abajo y una rigurosa perspectiva del marco arquitectónico.
Sobre un simulado papel en la base del piso de mármol se encuentra la firma del artista: OPVS ANDREAE MANTEGNAE / MCCCCLIIII.